# 새벽길
"새벽길"은 1967년 공개된 대한민국의 영화이다.

## 배역
- 신성일
- 고은아
- 남정임
- 전양자
- 김정옥